# Scheitenkorb
Scheitenkorb település Németországban, Rajna-vidék-Pfalz tartományban. Lakosainak száma 29 fő (2023. december 31.).

## Népesség
A település népességének változása:
| Lakosok száma | 43   | 34   | 33   | 30   | 30   | 29   |
|               | 1975 | 2017 | 2019 | 2021 | 2022 | 2023 |